# Aeródromo de La Flor
El aeródromo de La Flor (OACI: MRLF) es un aeródromo público costarricense que sirve a la hacienda de La Flor en la provincia de Guanacaste. La pista de aterrizaje mide 1.000 metros en longitud y está localizada a 6 kilómetros al norte del Aeropuerto de Guanacaste de Liberia.
El VOR-DME de Liberia (Ident: LIB) está localizado a 6 kilómetros al sur del aeródromo.